# Germanenmythos
Unter dem Stichwort Germanenmythos werden in der Wissenschaft Thesen zum Ursprung, zur vermeintlichen Überlegenheit der Germanen und Fragen der Identität europäischer Völker behandelt.
Die Römer hatten bereits 113 v. Chr. in den Alpen Schlachten gegen die Kimbern und Teutonen verloren, wodurch der Begriff Furor teutonicus geprägt wurde. Julius Caesar beschrieb in seinem Werk De bello Gallico in einem Germanenexkurs genannten Abschnitt die Völker östlich des Rheins, die dann in der Varusschlacht den Römern eine empfindliche Niederlage beigebracht haben. Ein weiteres Jahrhundert später fasste die Schrift Germania von Tacitus das römische Wissen über Germanenvölker zusammen.
Diese Schrift wurde ab Mitte des 15. Jahrhunderts in Deutschland rezipiert. Aber schon zuvor im Mittelalter begann sich ein Germanenmythos zu entwickeln. Die Romantik konnte daran anschließen. Eine besondere Rolle spielte der Germanenmythos in der aufkommenden deutschen Nationalbewegung. Im Dritten Reich wurde eine „rassische“ Überlegenheit der Germanen postuliert. In der Gegenwart ist der Germanenmythos in neuheidnischen Bewegungen und in der politischen Rechten präsent.